# Samsung Galaxy A20e
O Samsung Galaxy A20e é um smartphone lançado pela Samsung em 10 de abril de 2019, com Android 9.0 (Pie) pré-instalado com interface de usuário One UI da Samsung. O sistema operacional foi atualizado para a versão Android 11.

## Especificações
O Samsung Galaxy A20e é um telefone de 5,8 polegadas com tela PLS TFT de 720×1560 pixels capaz de brilho máximo de 521 nits e 296 ppi. O telefone é coberto por 80,4% da tela. O telefone pesa 141 gramas, 147,4×69,7×8,4 mm. O telefone aceita um Nano SIM e o dispositivo é DUAL SIM. Ele estreou com Android 9 e já está disponível o Android 10. Ele recebeu um chip Exynos 7884 de 14 nanômetros e uma CPU Octa-core (2x1,6 GHz Cortex-A73 e 6x1,35 GHz Cortex-A53), sua GPU é uma Mali -G71 MP2. O dispositivo vem com 3 GB de RAM e 32 GB de armazenamento expansível até 256 GB. O telefone possui uma câmera grande angular de 13 megapixels e uma câmera ultra grande angular de 5 megapixels. O telefone também possui flash LED e sua câmera traseira grava vídeo em FULL HD 60 fps. Sua câmera frontal tem 8 megapixels e grava vídeo em FULL HD 30 fps. O telefone possui conector, WiFi 802.11 b/g/n, WiFi Direck, Hostopt, Bluetooth 5.0, Glonass, Galileo, GPS, NFC, rádio FM, USB 2.0, Tipo C 1.0, com leitor de impressão digital. O telefone pode ser carregado por fio a 15 watts, mas não pode ser carregado sem fio. O A20e está disponível em preto, branco, azul e coral.